# Joseph Ulrich Danhauser
Joseph Ulrich Danhauser (* 14. März 1780 in Wien; † 9. Jänner 1829 ebenda) war während des Biedermeier Möbelfabrikant auf der Wieden bei Wien.

## Biografie

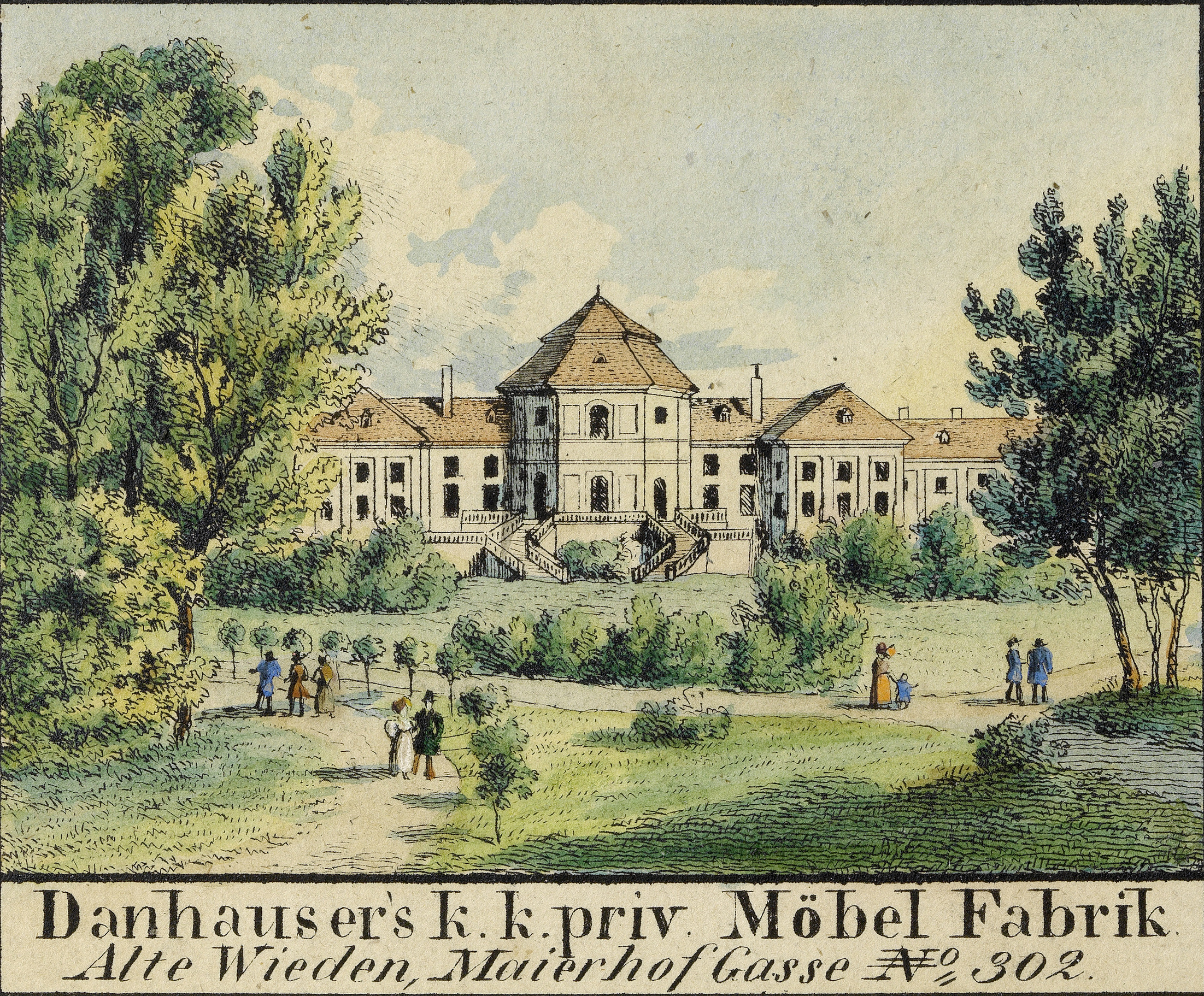
Danhausers Möbelfabrik auf der Wieden, ca. 1835

Nach einer Ausbildung zum Bildhauer an der Akademie der Bildenden Künste gründete Joseph Ulrich Danhauser 1804 das „Etablissement für alle Gegenstände des Ameublements“, wo er Möbel, Vorhänge, Polsterwaren, Teppiche sowie Bronze und Glasartikel anbot. Als Produktionsstätte diente ihm das Palais Czernin (gelegentlich auch Palais Czernin-Althan genannt) in der Favoritenstraße, dessen Garten er zum Großteil als Baugrund verkaufte.
In der eigenen Werkstätte, wo um 1808 bereits über 100 Personen tätig waren, wurden Möbel, Lampen, Pfeifen-, Gewehr- und Billardqueuegestelle, Stickrahmen, Ofenschirme sowie Kanzeln und Altäre nach eigenen Entwürfen gefertigt.
Großen Erfolg hatte die von ihm entwickelte Paste, mit der er Bronze als Verzierung von Möbeln und anderen Einrichtungsgegenständen imitieren konnte. Die Hofkammer erteilte ihm dafür 1812 das ausschließliche Privileg zu deren Erzeugung. 
Wegen der großen Nachfrage nach seinen Erzeugnissen, die eine Gesamtlösung für die Wohnraumgestaltung boten, wurden in Graz und Budapest Niederlassungen eingerichtet. Außerdem konnten die Kunden die Einrichtungsstücke ihrer Wohnungen oder Häuser aus Katalogen auswählen. 

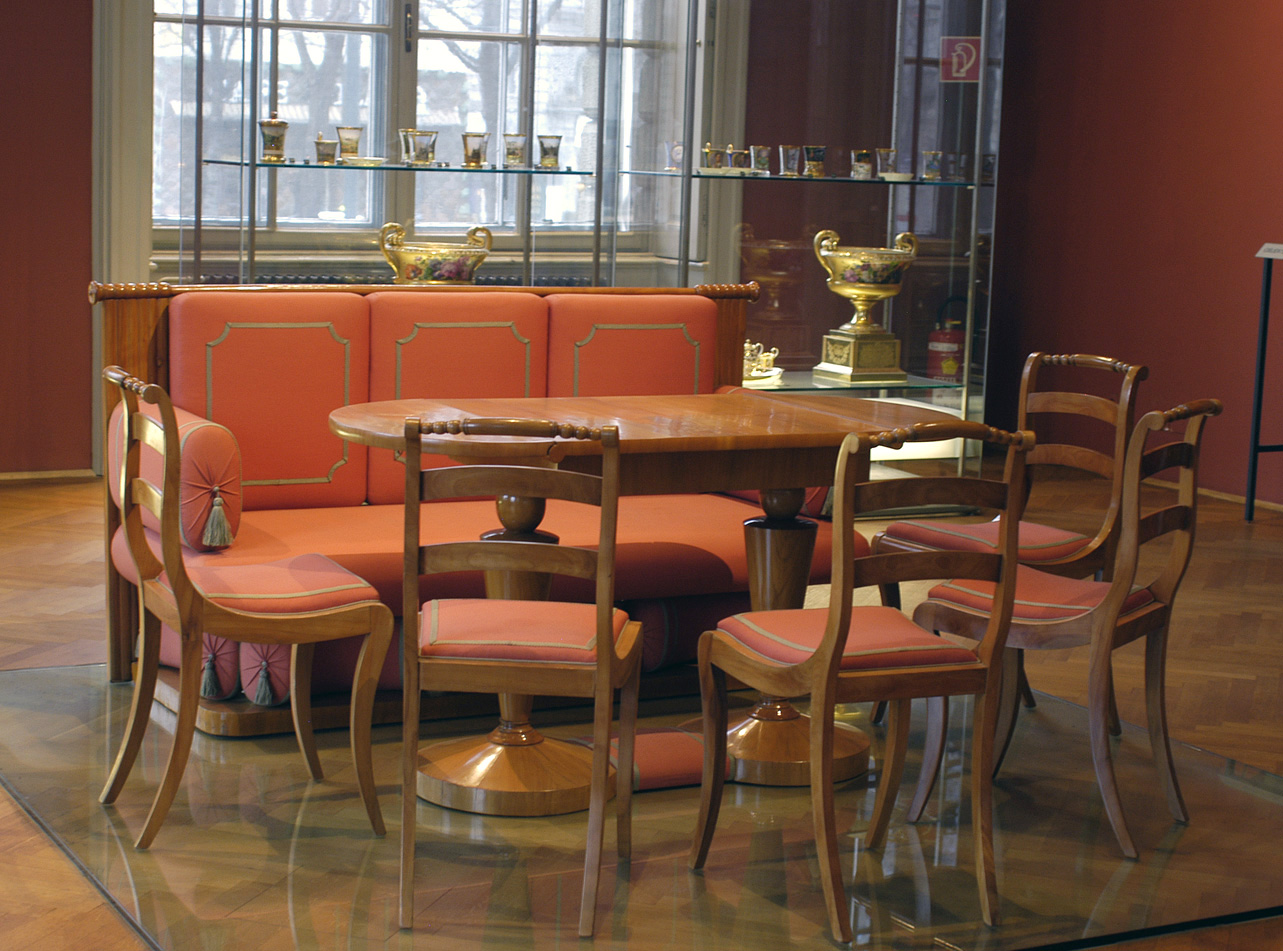
Sitzgarnitur aus Danhauser'scher Möbelfabrik, um 1825/30, Wien. (Ausstellungsort: MAK Wien)

Prominente, mit seinen Produkten ausgestattete Adressen waren das Palais Erzherzog Albrecht (die heutige Albertina), die Weilburg in Baden, Schloss Laxenburg bei Wien, das Geymüllerschlössel in Wien und Teile der Grazer Burg.
Nach dem Tod von Josef Ulrich Danhauser wurde die Fabrik von Danhausers Witwe weitergeführt, die 1834 Konkurs machte. Dann übernahm die Fabrik deren Sohn Franz, der 1841 in Konkurs ging. Die Räumlichkeiten der Fabrik wurden später vom Wiedner Spital genutzt.
Sitzmöbel aus Danhauser'scher Produktion werden in der Dauerausstellung des MAK Wien gezeigt. Die MAK-Bibliothek und Kunstblättersammlung ist im Besitz des gesamten zeichnerischen Nachlasses der Möbelfabrik (etwa 2.500 Blätter), deren Bestand 2008 digitalisiert und in einer Datenbank erfasst wurde.